# Troglodyte zoné
Campylorhynchus zonatus
Espèce
Statut de conservation UICN

 LC  : Préoccupation mineure
Le Troglodyte zoné (Campylorhynchus zonatus) est une espèce de passereau appartenant à la famille des Troglodytidae.

## Répartition
Cet oiseau se trouve depuis la partie centrale du sud du golfe du Mexique jusqu'au nord-ouest de l'Équateur dans cinq domaines disjoints : la région centrale étant le sud de l'Amérique centrale, les autres étant au Costa Rica, au nord du Panama, au nord de la Colombie à côté du Panama, et dans le nord-ouest de l'Équateur.

## Liste des sous-espèces
D'après Alan P. Peterson, cette espèce est constituée des huit sous-espèces suivantes :
- Campylorhynchus zonatus brevirostris  Lafresnaye 1845
- Campylorhynchus zonatus costaricensis  Berlepsch 1888
- Campylorhynchus zonatus curvirostris  Ridgway 1888
- Campylorhynchus zonatus imparilis  Borrero & Hernandez-Camacho 1958
- Campylorhynchus zonatus panamensis  (Griscom) 1927
- Campylorhynchus zonatus restrictus  (Nelson) 1901
- Campylorhynchus zonatus vulcanius  (Brodkorb) 1940
- Campylorhynchus zonatus zonatus  (Lesson) 1832